# Aqua Appia
Die Aqua Appia ist die älteste Wasserleitung (Aquädukt), die in der Antike zur Versorgung der Stadt Rom erbaut wurde.

## Geschichte
Die Aqua Appia wurde als erste römische Trinkwasserleitung 312 v. Chr. von den Zensoren Appius Claudius Caecus und Gaius Plautius Venox erbaut. Appius Claudius Caecus ließ im selben Jahr die Via Appia anlegen.
Die Wasserleitung musste mehrere Male repariert werden. Dies geschah unter Quintus Marcius Rex zwischen 144 und 140 v. Chr., dann unter Marcus Vipsanius Agrippa im Jahr 33 v. Chr. und unter Kaiser Augustus zwischen 11 und 4 v. Chr.

## Wasserführung

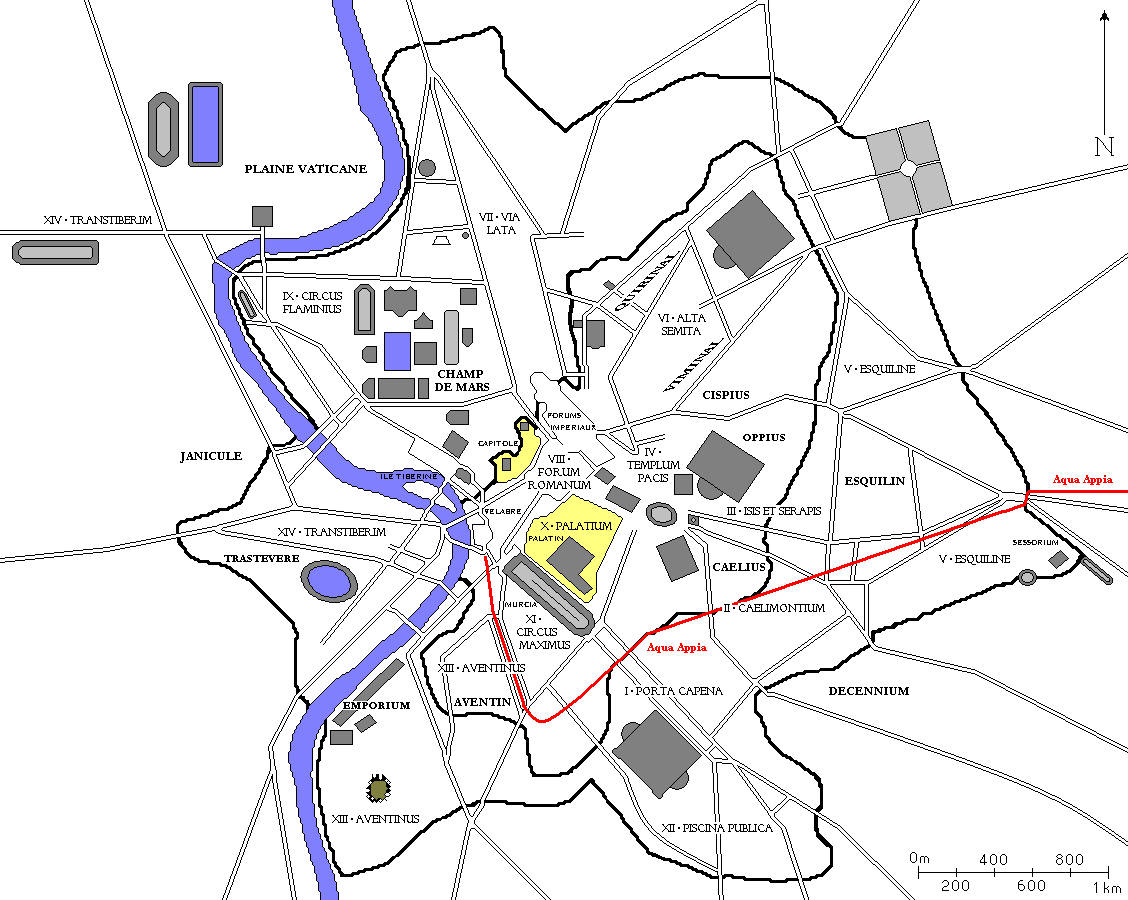
Plan der Aqua Appia

Sie wurde von Quellen gespeist, die zwischen dem achten und neunten Meilenstein der Via Praenestina entsprangen und von dieser circa 1155 m entfernt lagen. Die Quellfassung wurde vermutlich von Gaius Plautius Venox erbaut.
Der 16,4 km lange Kanal trat bei der Porta Maggiore in die Stadt ein, floss an der Porta Capena vorbei über den Caelius, und endete am Forum Boarium, nahe der Porta Trigemina. Er transportierte nach Frontinus bis zu 73.000 Kubikmeter Wasser pro Tag. Zum Schutz und Sicherstellung der Wasserversorgung Roms während der Samnitenkriege wurde die Aqua Appia unterirdisch verlegt.
Die Tatsache, dass der fast völlig unterirdisch verlaufende Kanal lediglich einen Höhenunterschied von 10 Metern zwischen der Quelle und dem Bestimmungsort aufweist, ist für das 4. Jahrhundert v. Chr. bemerkenswert.
2016 wurde ein Teilstück im Zuge von Bauarbeiten für die Metrolinie C nahe dem Kolosseum an Roms Piazza Celimontana freigelegt. Die etwa zwei Meter hohe Wasserleitung besteht aus fünf Lagen Tuffsteinen, obenauf lagen in V-Form je zwei kleinere Tuffsteine, die die gesamte, im Inneren sicher wasserdicht verputzte Strecke überdachten. Der freigelegte 32 Meter lange Abschnitt lag in einem Belüftungsschacht der Metro in 17,50 Metern Tiefe unter dem Straßenniveau.